# Róbert Kálmán Ráduly
Róbert Kálmán Ráduly (n. 26 februarie 1968, Miercurea Ciuc, România) este un politician român de etnie maghiară, primar al municipiului Miercurea Ciuc începând cu 2004, până la 2020 ales din partea UDMR. De la 9 ianuarie 2025, secretar de stat la Ministerul de Finanțe.
În legislaturile 1996-2000 și 2000-2004 a fost deputat de Harghita, ales din partea  UDMR. În cadrul activității sale parlamentare, a fost membru al grupurilor parlamentare de prietenie România – Coreea de Sud și România - Marele Ducat de Luxemburg.

## Biografie
Între 1987 și 1992, a obținut licența în inginerie la Universitatea Politehnica din București, între 1991 și 1996 în științe economice la Academia de Studii Economice din București, între 1997 și 1998 și-a continuat studiile la Colegiul Național de Apărare din București, între 1998 și 2001 la Institutul Bancar Român a studiat managementul bancar și marketing. 
Ca primar, a declanșat controverse atunci când într-un discurs a impus funcționarilor publici angajați în primăria municipiului Miercurea Ciuc să cunoască limba maghiară, vorbită ca limbă maternă de majoritatea locuitorilor municipiului: „Trăim într-o lume în care limba maghiară a devenit discriminatorie în Miercurea Ciuc. Astăzi este ziua în care trebuie să spunem clar: cunoașterea limbii maghiare este obligatorie, nu discriminatorie, ci obligatorie în Miercurea Ciuc [...].” 